# Incidente di Petrič
L'incidente di Petrich, noto anche come la Guerra del cane randagio, fu una breve crisi greco-bulgara nel 1925, in cui vi fu una breve invasione della Bulgaria da parte della Grecia vicino alla città di confine di Petrič, dopo l'uccisione di un capitano e di una sentinella greci da parti di soldati bulgari. L'incidente si concluse per la mediazione della Società delle Nazioni.

## Antefatti
Le relazioni tra Grecia e Bulgaria erano tese fin dall'inizio del XX secolo, per la loro reciproca rivalità sul possesso della Macedonia e successivamente anche della Tracia occidentale. Tutto ciò aveva portato tra il 1904 e il 1908 ad guerriglia tra gruppi armati rivali, scoppiata qualche anno dopo in un aperto conflitto tra i due stati prima nella seconda guerra dei Balcani (1913) e di nuovo tra il 1916  e il 1918 nella prima guerra mondiale. Il risultato di questi conflitti fu che metà della Macedonia passò sotto il controllo greco dopo le guerre balcaniche, seguita dalla Tracia occidentale dopo la prima guerra mondiale, attraverso il trattato di Neuilly.
La maggioranza della popolazione delle due regioni era bulgara e rimase un obiettivo dell'irredentismo bulgaro durante il periodo tra le due guerre, con due organizzazioni, l'Organizzazione Rivoluzionaria Interna Macedone (IMRO) e l'Organizzazione rivoluzionaria tracia interna (ITRO), con sede nel territorio bulgaro, ma che operavano nel territorio greco e jugoslavo, lanciando incursioni e attacchi terroristici. Petrič era il centro amministrativo della parte bulgara della Macedonia, dove nei primi anni del dopoguerra l'IMRO gestiva praticamente uno stato nello stato: nel 1923, quando le politiche di riconciliazione con la Jugoslavia del primo ministro bulgaro Aleksandăr Stambolijski minacciarono la sua esistenza, l'IMRO giocò un ruolo da protagonista nel suo assassinio.

## Incidente
Esistono due versioni su come avvenne l'incidente.
1) Nella prima versione, l'incidente ebbe inizio il 18 ottobre, quando un soldato greco inseguì il suo cane, che si era allontanato dal confine con la Grecia al passo Demir Kapia presso Belasica. Il confine era sorvegliato da sentinelle bulgare e uno di loro sparò al soldato greco. Per tale motivo la crisi è chiamata guerra del cane randagio
2) Nella seconda versione, l'incidente di frontiera greco-bulgaro fu causato quando, il 18 ottobre, i soldati bulgari attraversarono il confine greco e attaccarono un avamposto greco a Belasitsa, uccidendo un capitano greco e una sentinella.

## Reazioni di Grecia e Bulgaria
La Bulgaria spiegò fin da subito che l'incidente era dovuto ad un malinteso ed espresse il proprio rammarico. Inoltre, il governo bulgaro propose la formazione di una commissione mista di ufficiali greci e bulgari per indagare sull'incidente, ma il governo greco rifiutò di prendere in considerazione la proposta fintanto che le truppe bulgare fossero rimaste sul territorio greco. Inoltre, il governo dittatoriale greco sotto il generale Theodoros Pangalos lanciò  un ultimatum alla Bulgaria con un limite di tempo di 48 ore per ritirarsi.
La Grecia nel suo ultimatum richiese:
- punizione dei responsabili
- scuse ufficiali
- due milioni di franchi francesi, a titolo di risarcimento per le famiglie delle vittime

Inoltre, il 22 ottobre la Grecia inviò soldati in Bulgaria per occupare la città di Petrič con l'obiettivo di rafforzare le richieste greche.

## Intervento internazionale

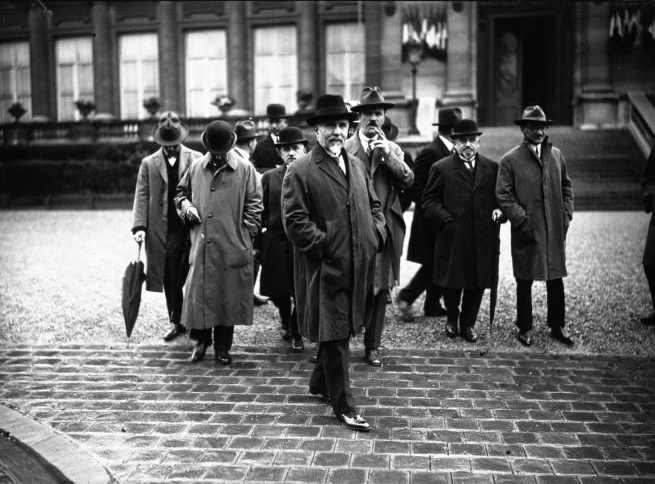
L'ambasciatore greco a Parigi, Karapanos, durante le discussioni presso la Società delle Nazioni durante la crisi greco-bulgara del 1925

Dopo che erano iniziati i combattimenti tra le forze greche e bulgare, la Bulgaria fece appello alla Società delle Nazioni affinché intervenisse nella crisi. Alcuni guerriglieri dell'Organizzazione rivoluzionaria macedone interna (IMRO), insieme ad alcune guardie di frontiera bulgare, organizzarono delle linee di difesa contro i greci vicino a Petrič. Volontari e veterani bulgari arrivarono da tutta la regione per unirsi alla resistenza. Al contrario la Grecia chiarì che non era interessata ad annettersi parti di territorio bulgaro, ma la sua richiesta era solo un risarcimento.
Secondo i giornali del tempo la città di Petrič sarebbe stata conquistata dai greci, ma in realtà la Società delle Nazioni inviò via  telegrafo ad entrambi i paesi l'invito a fermare i combattimenti poche ore prima che i Greci lanciassero il loro attacco a Petrič.
Le richieste della Società delle Nazioni erano le seguenti:
- Cessate il fuoco
- Le truppe greche avrebbero dovuto ritirarsi dalla Bulgaria
- La Grecia avrebbe dovuto pagare 45 000 sterline alla Bulgaria.

Entrambi i paesi accettarono la decisione, anche se la Grecia si lamentò per la disparità tra il suo trattamento e quello dell'Italia nella Crisi di Corfù del 1923; secondo il governo greco la decisione dimostrò che c'erano due regole diverse nella Società della Nazioni, una per le Grandi Potenze, come l'Italia, e un'altra per i più piccoli, come la Grecia.
Il Consiglio della Società inviò osservatori militari dalla Francia, dall'Italia e dal Regno Unito per riferire quando le ostilità sarebbero cessate e per osservare il ritiro delle truppe greche. Gli osservatori decisero inoltre che i bulgari non avrebbero dovuto rioccupare il territorio fino a quando non fosse trascorso un certo tempo, così da prevenire nuovi incidenti, che si sarebbero potuti verificare in caso contrario.
La Grecia pagò in due mesi per danni materiali e morali le 45 000 sterline come richiesto. Il bilancio stimato è di oltre 50 persone uccise prima del ritiro greco, per lo più civili bulgari.